# Drake Jensen
Pour les articles homonymes, voir Jensen.
Drake Jensen, né le 15 avril 1970 à Glace Bay au Canada, est un chanteur de country canadien.
Il est aussi une icône de la communauté LGBT.

## Biographie

### Enfance
Drake Jensen est né au Canada le 15 avril 1970 dans la municipalité du Cap-Breton (Nouvelle Écosse) dans la localité de Glace Bay.
Très tôt dans son enfance à l'âge de 4 ans, il a été influencé par sa mère qui avait une passion pour la musique country. Jensen a découvert John Denver avec la chanson Take me home, Country roads. D'autres artistes de la country musique ont influencé Jensen comme Merle Haggard, George Strait, John Conlee, Ronnie Milsap et Charlie Pride
Son enfance a aussi été marquée par la maltraitance ce qui lui fit interrompre sa formation scolaire au Grade 8 (ce qui correspond à peu près à la classe de seconde en France où l'élève est âgé de 14 - 15 ans).

### Carrière
La pochette de son premier single sorti en 2001 a en couverture A Little Good News d'Anne Murray.
Après une longue interruption dans sa carrière, il a pu en 2011 revenir avec son premier album On My Way to Finding You enregistré à Nashville produit par Kim Copeland sur son label indépendant. Le premier extrait Wash Me Away lui a permis d'obtenir une reconnaissance notable au Canada et aux États-Unis. L'album a reçu un accueil favorable par Robert K. Oermann dans le magazine MusicRow.
À l'automne 2011, il a sorti sa version de Roger Miller Little Toy Trains, à l'origine intitulé Old Toy Trains et écrit en 1967. La chanson a été produite sur une édition limitée et rendue disponible pour le téléchargement numérique. Le produit de la vente a été reversé à Make-A-Wish Canada.
Ses débuts à Ottawa ont eu lieu au Centre National des Arts en décembre 2011, avec en ouverture l'artiste Tia McGraff de Port Dover, Ontario.
Le 16 janvier 2012, il a annoncé publiquement qu'il était gay et a raconté son histoire de graves abus dans l'enfance et d'intimidation. Il a consacré la vidéo de son single, la chanson-titre de son album On My Way to Finding You, à la mémoire de l'adolescent Jamie Hubley d'Ottawa, qui s'est suicidé après avoir été sévèrement malmené,,,.
En avril 2012, Jensen a publié Scars, écrit par le chanteur/compositeur Don Graham de Toronto et la coscénariste Zita DaSilva. Les recettes issues de la vente de Scars par téléchargement numérique ont été reversées à Bullying.org. En raison d'une forte demande populaire, la chanson a été intégrée dans son deuxième album, OUTlaw.
En novembre 2012, il a publié une vidéo dans laquelle il a effectué une reprise de la chanson de Tammy Wynette Stand by Your Man avec le drag queen Willam Belli de la Saison 4 de Rupaul's Drag Race. La chanson a d'ailleurs été intégrée dans l'album The Wreckoning de William Belli.
Aussi, en novembre 2012, il a sorti son premier album de Noël Christmas At Home, avec la chanson du même nom écrite par une collègue artiste de Cape Breton, la chanteuse/compositrice/interprète Rita MacNeil, ainsi que le Home Again de Duncan Wells, également du Cap-Breton. Cette dernière chanson a été rendue populaire par Cookie Rankin de The Rankin Family.
En décembre 2012, le blogueur Andy Towle a choisi Jensen comme l'un des chanteurs les plus influents du top 50 de l'année 2012.
Le premier single, When It Hurts Like That par Matt Ullman et Kyle Morrison Marion, de son deuxième album studio OUTlaw a été publié sur YouTube le 30 janvier 2013. La vidéo a été filmée à Winston-Salem, Caroline du Nord par Blake Faucette et Justin Reich. Dans les quatre premières semaines de sa sortie, la vidéo a reçu plus de 100 000 vues, et le single a été nommé TRAX HEADSTARTER single de la semaine, ayant reçu le plus d'écoute à la radio Canadienne.
Jensen a été l'une des têtes d'affiche au festival tri-Pride de la Région de Waterloo le 1er juin 2013.
Le 13 juin 2013, Jensen a diffusé la vidéo de Scars lors de sa prestation à la Nashville Pride où les auteurs-compositeurs Zita DaSilva et Don Graham l'ont vue pour la première fois.
En décembre 2013, Jensen a poursuivi sa collaboration avec les auteurs-compositeurs Canadiens Don Graham et DaSilva en interprétant l'original du single Live Every Day (Like It Was Christmas Day) avec une vidéo réalisée par Jonathan Edwards, de Corvidae Music. Jensen a également publié la couverture de Here Comes Santa Claus de Gene Autry, en faisant don des produits de la vente à l'association Santa Canada, une organisation cofondée par l'ami Larry O. Lantz pour amener le père noël et l'esprit de Noël pour les enfants malades en phase terminale, à tout moment de l'année.
Le 20 août 2017, Jensen a participé à l'événement Celebrating community inclusion with Drake Jensen at Country Cares qui s'est tenu à Ottawa au Théâtre de la Cour des Arts.
Le 8 septembre 2017, Jensen a participé à l'événement David Bowie Made Me Gay qui s'est tenu à Londres ce qui lui a permis de se produire pour la première fois en Angleterre,.
Le 13 septembre 2017, Jensen a participé au Jennifer Campbell Show avec Patrick Masse avec qui il a interprété sa chanson Go Your Own Way écrite par Kevin Fisher, Tia McGraff et Tommy Parham.

## Vie privée
En 2007, Jensen déménagea pour Ottawa et en 2008, il se maria avec son partenaire Michael Morin qui est aussi son manager personnel.

## Son groupe
Son groupe The OUTlaws est régulièrement composé de :
- Andy Dubois - batterie
- Bill Buckley - guitare électrique
- Doug Chase - claviers
- Ellen Daly - violon
- Jonathan Edwards – Leader du groupe, basse guitare acoustique, guitare électrique, harmonie des chants
- Tom Nagy/Stefan Ferraro - basse
- R.W. Haller - basse guitare, banjo, mandoline

## Récompenses
- En mai 2012 - la Fondation Émergence[38] remis à Jensen une récompense dans le cadre de leur annuel Coup de Chapeau en reconnaissance de sa contribution pour lutter contre l'homophobie[39],[40],[41].

## Discographie

### Albums studio
| Titre                    | Détails de l'album | Meilleur classement | Meilleur classement |
| Titre                    | Détails de l'album | USA                 | Billboard 2000      |
| ------------------------ | --- | ------------------- | ------------------- |
| On My Way to Finding You | - Date de sortie: 1er mai 2011 - Premier single extrait: Wash Me Away, 1er mai 2011 - Label: Soaring Eagle Productions - Formats: CD, music download                     | —                   | —                   |
| Christmas At Home        | - Date de sortie: novembre 2012 - Premier single extrait: Christmas At Home, 22 octobre 2012 - Label: Soaring Eagle Productions - Formats: CD, music download            | —                   | —                   |
| OUTlaw                   | - Date de sortie: 12 mars 2013 - Premier single extrait: When It Hurts Like That, 12 février 2013 - Label: Soaring Eagle Productions - Formats: CD, music download       | —                   | —                   |
| RETRO                    | - Date de sortie: 15 avril 2015 - Premier single extrait: Everytime I See Your Picture, 27 juillet 2014 - Label: Soaring Eagle Productions - Formats: CD, music download | —                   | —                   |

### Singles
| Année | Single                                     | Meilleure position | Album                    |                    |   |   |
| ----- | ------------------------------------------ | ------------------ | ------------------------ | ------------------ | - | - |
| Année | Single                                     | 2001               | Album                    | A Little Good News | — | — |
| 2011  | Wash Me Away                               | 16                 | On My Way to Finding You |                    |   |   |
| 2011  | All You Need                               | —                  | On My Way to Finding You |                    |   |   |
| 2011  | Little Toy Trains                          | —                  | Christmas At Home        |                    |   |   |
| 2012  | On My Way to Finding You                   | —                  | On My Way to Finding You |                    |   |   |
| 2012  | Scars                                      | —                  | OUTlaw                   |                    |   |   |
| 2012  | Still on the Radio                         | —                  | On My Way to Finding You |                    |   |   |
| 2012  | Christmas At Home                          | —                  | Christmas At Home        |                    |   |   |
| 2013  | When It Hurts Like That                    | —                  | OUTlaw                   |                    |   |   |
| 2013  | Live Every Day (Like It Was Christmas day) | —                  | Christmas At Home        |                    |   |   |
| 2014  | Everytime I See Your Picture               | —                  | RETRO                    |                    |   |   |